# داريون آتكينز
داريون آتكينز (بالإنجليزية: Darion Atkins)‏ مواليد 17 سبتمبر 1992 في ماريلاند، هو لاعب كرة سلة محترف أمريكي بدأ مسيرته الاحترافية في سنة 2015 ويحمل الرقم 5. يبلغ طوله 6 قدم 8 بوصة (2.0 م). يلعب في دوري الرابطة الوطنية لفئة التطوير. لعب كرة السلة الجامعية في جامعة فرجينيا.

## روابط خارجية
- داريون آتكينز على موقع سبورتس رفرنس (الإنجليزية)
- داريون آتكينز على موقع الدوري الإسباني لكرة السلة (الإسبانية)
- داريون آتكينز على موقع كرة السلة الأوروبية.كوم (الإنجليزية)
- داريون آتكينز على موقع كلية كرة السلة في سبورتس رفرنس.كوم (الإنجليزية)
- داريون آتكينز على موقع ريلجم (الإنجليزية)
- داريون آتكينز على موقع بروبوليرز (الإنجليزية)
- داريون آتكينز على موقع سبورتس رفرنس (الإنجليزية)
- داريون آتكينز على موقع سبورتس رفرنس (الإنجليزية)